# Evangelicko-augsburská farnost ve Włocławku
Evangelicko-augsburská farnost ve Wloclawku je evangelicko-augsburská farnost v polském městě Wloclawku, která spadá pod Pomořsko-velkopolskou diecézi. Její sídlo se nachází v Brzeské ulici.

## Historie

### Počátky evangelického osídlení, 1793–1829
Od 16. do 19. století byly místem, kde se usadili přistěhovalci z německých a nizozemských zemí, Kujavy. Prvními osadníky byli uprchlíci z Německa, kteří během reformace vedli občanskou válku. V pozdějších stoletích, zejména v 18. století, se přistěhovalci dobrovolně usadili v oblastech, které byly opuštěné Poláky, kteří umírali nebo se stávali chudí v důsledku různých válek a epidemií, které v této době pronásledovaly region. Od začátku byli osadníci jak katolické, tak i protestantské denominace.
Do roku 1793 byl Wloclawek městem, které řídil biskup, který zakázal usídlování lidí jiného než katolického náboženství. Po druhém dělení Polska se Wloclawek nacházel na území Pruska. Nová pruská městská vláda zákaz nekatolického osídlení zrušila.
První evangeličtí osadníci, kteří se ve Wloclawku usadili, pocházeli hlavně z blízkých oblastí, které před dělením Polska patřily Pruskému království, tj. pocházeli z měst jako Toruň, Bydgoszcz, Grudziądz a Gdaňsk. Některé rodiny však pocházely z Německa: z Drážďan, Hamburku, Postupimi. V letech 1793–1821 vykonávali pobožnosti ve svých domech, kde se setkávalo duchovenstvo ze sousedních měst.
V letech 1796 a 1797 se pro ně také konaly pobožnosti v už neexistující katedrále sv. Stanislawa. Až do založení vlastní farnosti byly svátosti evangelíkům udělovány v katolických církvích.
Od začátku existence komunity byla organizována výuka pro evangelickou mládež. Od roku 1834 farnost už měla vlastní školu, která se nachází na rohu ulic Brzeská a Piekarská.
V roce 1818 evangelická komunita požádala úřady Kongresového království o dovolení konat pobožnosti v dřevěném kostele sv. Wojciecha. Souhlas vydala speciální Vládní komise dne 24. června 1820. Tehdejší kujovsko-kališský biskup Andrzej Wołłowicz tuto věc také odsouhlasil, a 17. – 18. března 1821 souhlasil s pronájmem kostela sv. Wojciecha evangelické komunitě. První luteránskou mše zde sloužil 31. května 1821 farář Georg Ortmann.

### Od založení farnosti do konce druhé světové války, 1829–1945

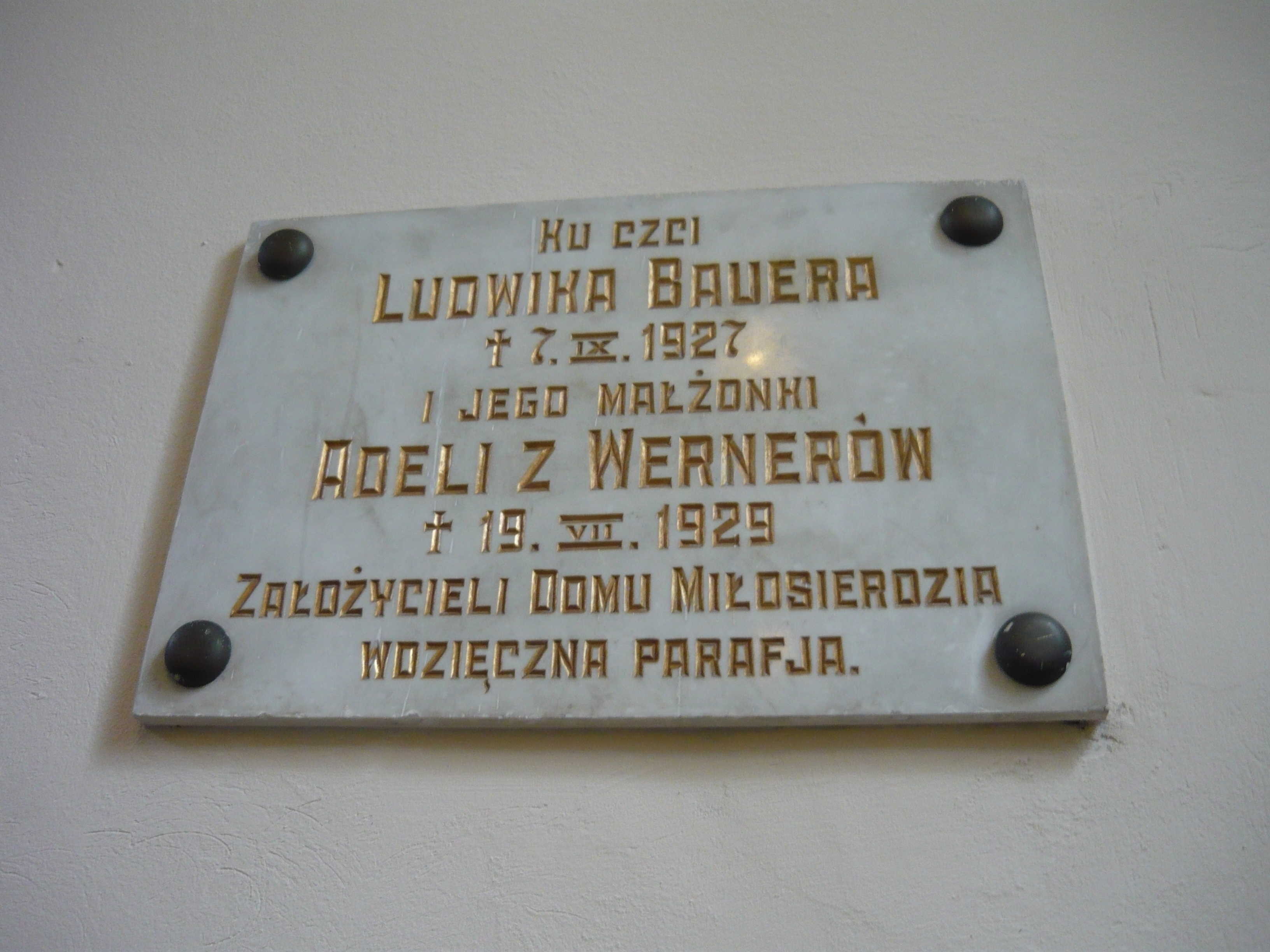
Farnost ocenila zásluhy Ludwika a Adely Bauerů, a vystavila jim v kostele pamětní desku

Evangelicko-augsburská farnost ve Wloclawku byla založena v roce 1829. V době vzniku měla 2 414 členů.
V letech 1831–1832 byla u kostela na adrese Brzeská 22 postavena dodnes existující fara v klasicistním stylu, která byla výrazně přestavěna v roce 1881 a v 80. letech 20. století. V současné době se zde nachází zimní kaple.
V roce 1850 dědic panství v Siewiersku Friedrich Wilhelm Cords věnoval svůj majetek na výstavbu nového kostela pro evangelickou farnost ve Wloclawku, a také na výstavbu školy a nemocnice pro luterány. K výstavbě kostela přispěly také dary od obyvatel a dotace ze státních fondů.
V letech 1877–1881 (a podle jiných zdrojů v letech 1882–1884) byl postaven nový kostel, který projektoval Franciszek Tournelle v novogotickém stylu. Jeho stavba byla dokončena v roce 1884. V roce 1881 byl dřevěný kostel sv. Wojciecha zbořen.
Na začátku 20. století se počet farníků docela značně zvýšil. Byl to mimo jiné důsledek asimilace německé populace, a také obecného vývoje Wloclawku jako průmyslového centra. Před první světovou válkou farnost měla asi 3 000 členů. Tento počet se udrželo během meziválečného období. V té době bylo dokonce plánováno rozšíření církve.
V roce 1905 Adela a Ludwik Bauer financovali pro farnost sirotčinec (v ulici Słowackieho 4) a Evangelický dům milosrdenství (ulice Słowackieho 4a), ve kterých se starali o seniory a postižené. V roce 1908 založili také farní školu. Jak škola, tak i dům byly pojmenovány po Friedrichu Wilhelmu Cordsovi. Evangelický milosrdný dům fungoval až do roku 1945. V současné době se budova nepoužívá. Bauerovi jsou také zakladateli kovaného oplocení postaveného v roce 1897 na cihlovém základu v Brzeské ulici. V kostele je pamětní deska připomínající Ludwika a Adelu Bauerovi.
V této době, až do vypuknutí druhé světové války, farnost provozovala pět kantorátů v obcích Dobiegniewo, Falborz, Łęg, Śmiłowice a Wieniec, a školy v Modzerowu a Krzywé Górze (pro Poláky) a ve Włocławku, Łęgu-Witoszynu a v Sarnowce (pro Němce). Ve farnosti působilo mnoho sdružení, např. Evangelická mládežnická organizace.
20. ledna 1945 byla věž kostela vážně poškozena. Schovávali se v ní vojáci hitlerovské armády (lotyšské národnosti), kteří si tam udělali střelecké stanoviště pro kulomet. Odsud útočili na vojáky sovětské armády, kteří se vyskytovali na dnešním Náměstí Svobody. Jako reakci Rusové vystřelili na věž salvu z tankových děl. Věž byla přestavěna v letech 1947–1951.

### Období Polské lidové republiky, od roku 1945 do současnosti
Po druhé světové válce zůstalo ve farnosti kolem 600 věřících. Během Polské lidové republiky téměř celý majetek farnosti včetně fary převzal stát. Majetek byl částečně vrácen farnosti po pádu Polské lidové republiky v roce 1989.
Na přelomu let 2008 a 2009 byl kostel zrekonstruován. V podkroví kostela bylo nalezeno téměř 150 rakví z let 1840–1890. Bylo dohodnuto je sepsat a obnovit, což farnost udělala, mimo jiné ve spolupráci se studentkou Univerzity třetího věku ve Wloclawku, Izabelou Drozdovou, Asociací tvůrčí iniciativy „ę“ a Polsko-americkou nadací pro svobodu. 13. června 2012 bylo v budově bývalé hřbitovní kaple otevřeno lapidárium. Objev inspiroval Izabelu Drozdovou provést výzkum bývalých protestantských hřbitovů v celém regionu. Projekt Ztracené stopy evangelické komunity ve Wloclawku a okolí stále pokračuje pod záštitou Univerzity třetího věku. Kromě katalogizace a restaurování náhrobků se také věnuje organizaci přednášek nebo vytváření turistických cest, včetně konzultací s učiteli historie a s místní pobočkou Polského turisticko-vlastivědného spolku.
Ve druhé dekádě 21. století došlo k další renovaci kostela. Byl vyměněn pohon kostelní zvonice, okapy a elektrická instalace. Bylo instalováno nové osvětlení včetně oltáře. Vznikla také vstupní brána při ulici Slowackého. Díky podpoře města Wloclawek bylo instalováno noční osvětlení kostela.
Evangelická farnost ve Włocławku organizuje mimo jiné hodiny multimediální historie ve spolupráci se školami.[2] Během Týdne modliteb za jednotu křesťanů evangelíci z Wloclawku zvou katolíky na společnou pobožnost do jejích chrámu.